# Jorgensen Engineering
Jorgensen Engineering A/S (tidligere Bøg Jørgensen Maskinfabrik) er en dansk maskinfabrik i Odense, grundlagt 1933. 
Virksomheden blev grundlagt i 1933 af ingeniør Rasmus Bøg Jørgensen. Efter 10 år i USA havde Rasmus Bøg Jørgensen opbygget en viden om konstruktioner, og allerede i 1935, da de første konservesmaskiner blev bygget, blev det firmaets hovedidé at fremstille maskiner og udstyr til konserves –og frostindustrien. Senere er udstyr til transport af alle former for emballager, samt palleteringssystemer og procesanlæg kommet til. I dag leverer Jorgensen primært anlæg til fødevareindustrien, pet food og medico.
Rasmus Bøg Jørgensen ledede firmaet indtil 1955, hvor hans søn, ingeniør Paul Bøg Jørgensen, overtog lederskabet. Under ledelse af Paul Bøg Jørgensen blev eksport til udlandet udbygget og i 1974 blev firmaet Jorgensen Food Engineering Aps stiftet. I 1987 blev det nuværende selskab omdannet til det nuværende aktieselskab; Jorgensen Engineering A/S.

## Koncernstruktur
I 1970'erne oprettedes datterselskaber i Irland (Little Island Engineering Limited – frasolgt i 2010) og Australien (Tripax Engineering Co. Pty. Ltd. - frasolgt i 2014). I 2006 overtog Jorgensen Engineering A/S desuden aktiemajoriteten i brüel international a/s i Hjørring. I 2016 er der 2 selskaber i Jorgensen Engineering A/S.  
I november 2016 har svenske Xano overtaget samtlige aktier i Jorgensen Engineering og Jorgensen indgår i Xanos Industrial Solutions division. 

## Produkter
- Transportanlæg til emballager (dåser, glas, karton, flasker, poser og plastikemballage)
- Depalletering- & palleteringssystemer
- Fylde/tømmeanlæg til autoklaver
- Fyldelinjer til mælkepulver
- Rengørings og steriliseringssystemer
- Last- og tømningssystemer
- Automatiseringssystemer
- Robotsystemer
- Systemer til produkt- og fødevaresikkerhed